# Західноєвропейський час
| синій       | Західноєвропейський час (WET, GMT) (UTC+0) Західноєвропейський літній час (WEST, BST, IST) (UTC+1) |
| фіолетовий  | Західноєвропейський час (WET, GMT) (UTC+0)                                                         |
| червоний    | Центральноєвропейський час (CET) (UTC+1) Центральноєвропейський літній час (CEST) (UTC+2)          |
| жовтий      | Східноєвропейський час (EET) / Калінінградський час (UTC+2)                                        |
| буро-жовтий | Східноєвропейський час (EET) (UTC+2) Східноєвропейський літній час (EEST)(UTC+3)                   |
| зелений     | Далекосхідноєвропейський час (FET)/Московський час (MSK) (UTC+3)                                   |

Західноєвропейський час (англ. Western European Time, WET) — одна із назв нульового часового поясу. До цього часового поясу належать частини західної й північно-західної Європи:

## Використання
- Канарські острови (решта території Іспанії використовує Центральноєвропейський час (UTC+1))
- Фарерські острови
- північно-східна Гренландія (Північно-Східний Гренландський національний парк)
- Ісландія
- Португалія
- Ірландія
- Велика Британія

Між 1:00 UTC останньої неділі жовтня і 1:00 UTC останньої неділі березня Західно-європейський час відповідає часу Гринвіцького меридіана. Більшість наведених вище країн використовує Західно-європейський літній час (WEST) (UTC+1) як літній час.
До даного часового поясу також належать країни західної Африки:
| - Буркіна Фасо - Кот-д'Івуар - Гамбія - Гана - Гвінея - Гвінея-Бісау - Ліберія | - Малі - Мавританія - Марокко - Острів Святої Єлени - Сан-Томе і Принсіпі - Сенегал - Сьєрра-Леоне - Того |